# Siemens

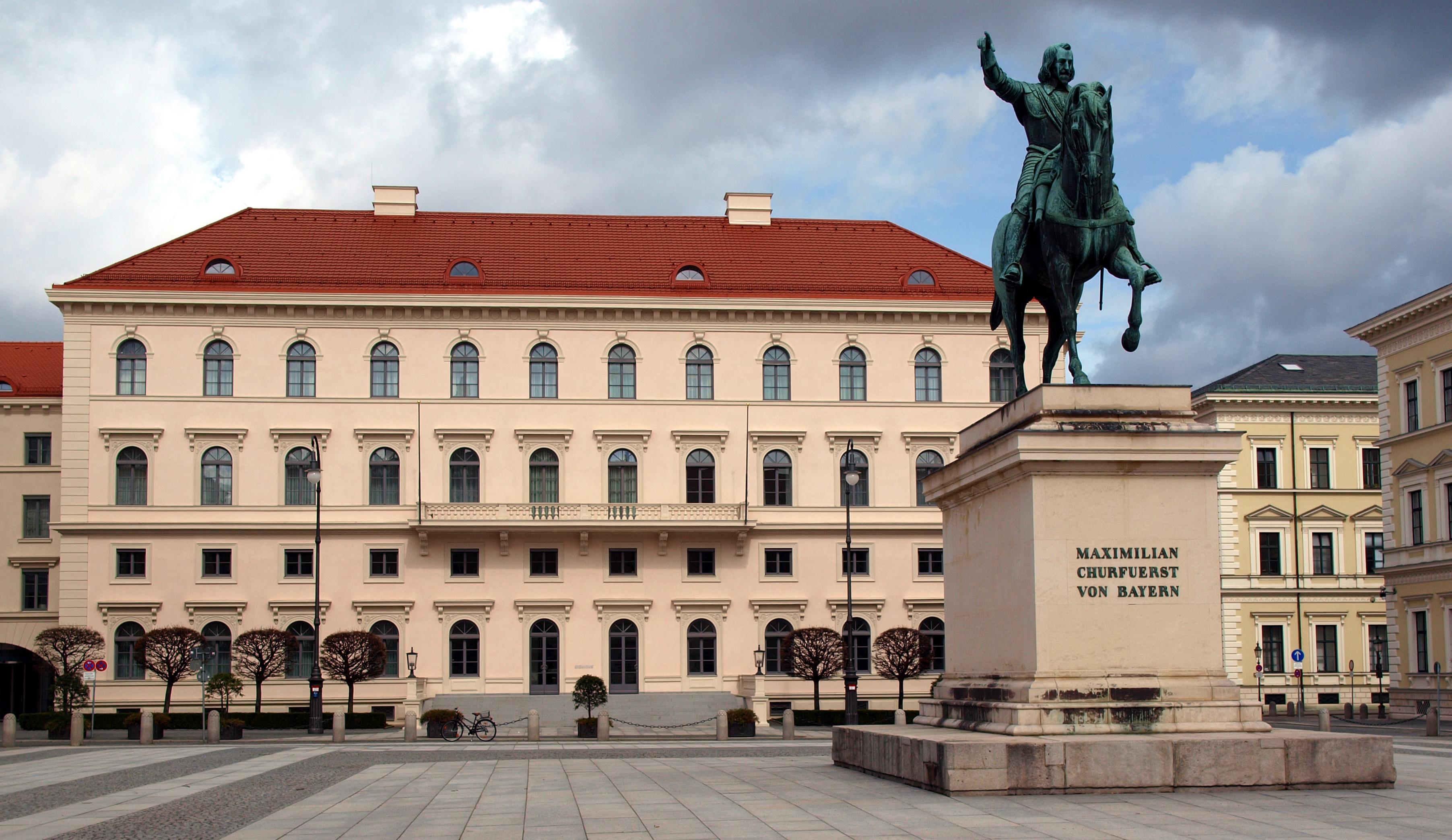
Siedziba główna koncernu w Monachium

Siemens (wymowa: ˈziːməns), oficjalnie Siemens AG, zapis stylizowany SIEMENS – niemiecki koncern z branży energetycznej, elektrotechnicznej i telekomunikacyjnej. Główne siedziby przedsiębiorstwa znajdują się w Monachium i w Berlinie. Siemens AG notowana jest na Frankfurckiej Giełdzie Papierów Wartościowych.
Siemens AG zajmuje się inżynierią elektryczną i elektroniką. Działa w następujących segmentach: energia, opieka zdrowotna, przemysł, infrastruktura i miasta, inwestycje kapitałowe i usługi finansowe. Segment Energia oferuje produkty, usługi i rozwiązania w zakresie wytwarzania i przesyłania energii oraz wydobycie, konwersję i transport ropy i gazu.

## Historia

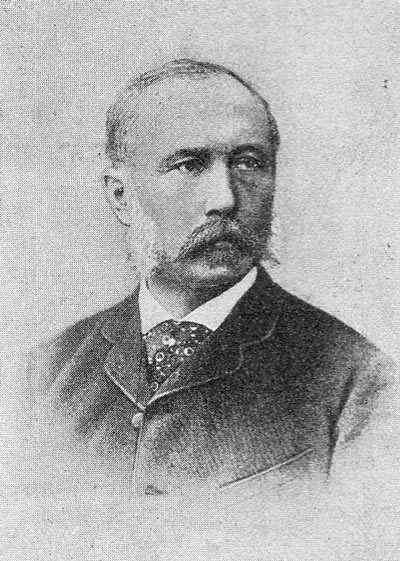
Carl Heinrich von Siemens

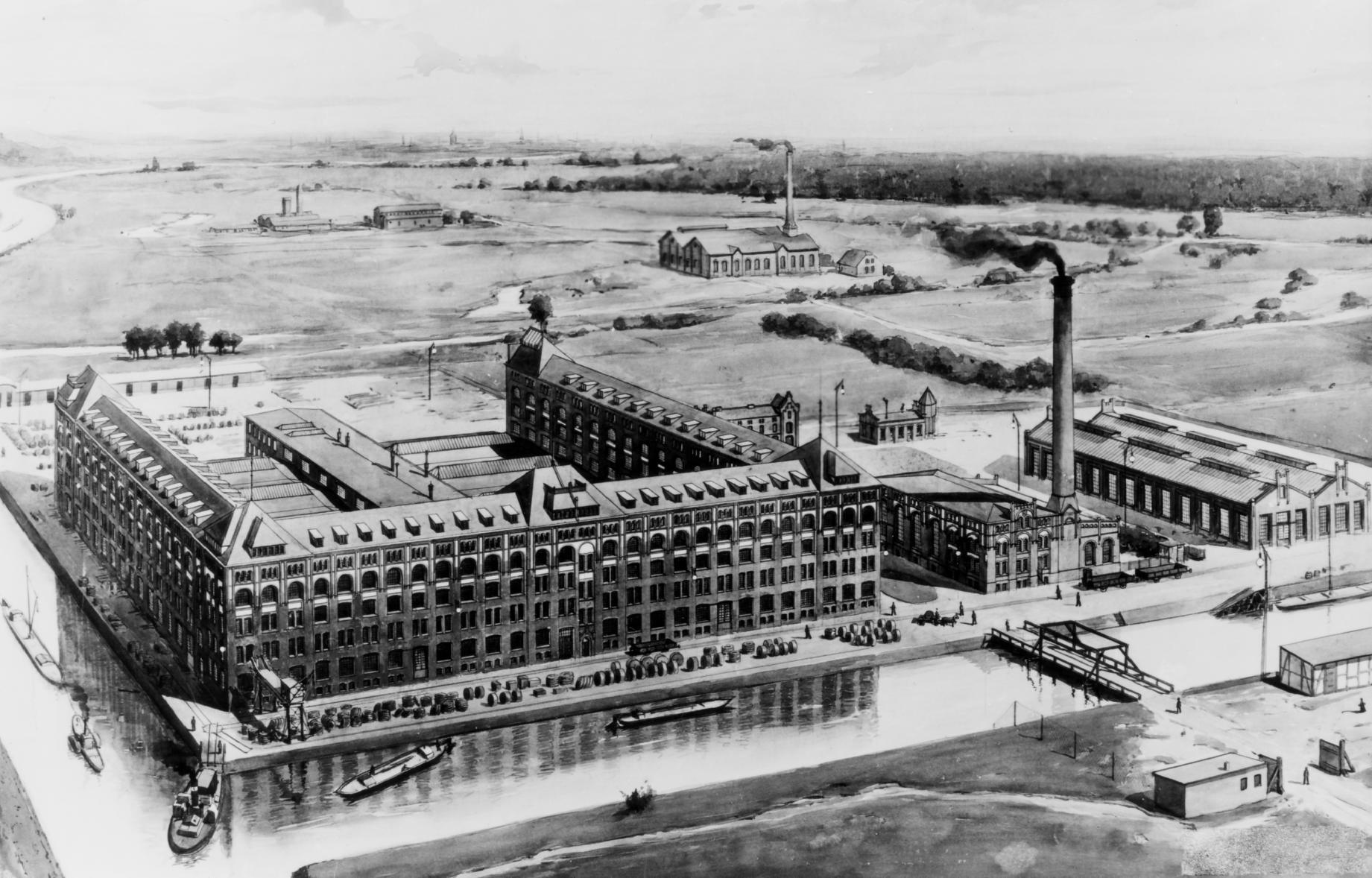
Fabryka w Berlinie (ok. 1900)

Początki przedsiębiorstwa sięgają połowy XIX wieku, gdy niemiecki wynalazca i inżynier Werner von Siemens utworzył w Berlinie 12 października 1847 przedsiębiorstwo Siemens & Halske. W 1848 r. Siemens & Halske zbudowała pierwszą, długości 500 km, długodystansową linię telegraficzną między Berlinem a Frankfurtem nad Menem. W 1850 r. młodszy brat założyciela, Carl Wilhelm von Siemens (Sir William Siemens), otworzył przedstawicielstwo w Londynie, a w 1855 kolejny brat Wilhelma Siemensa – Carl Heinrich von Siemens otworzył przedstawicielstwo w Sankt Petersburgu. Związane to było z zamówieniami rosyjskimi na linie telegraficzne o dużym zasięgu.
W 1866 r. wynaleziona przez Siemensa prądnica prądu stałego, napędzana przez młyn wodny, wykorzystana została do wytworzenia prądu, którym zasilono pierwsze na świecie elektryczne oświetlenie uliczne w Godalming w Wielkiej Brytanii. W 1895 przedsiębiorstwo wygrało przetarg na budowę sieci elektrycznej oraz elektryfikację oświetlenia w Łodzi, ale nie podjęło się jego realizacji. W 1897 r. Siemens & Halske zostało przekształcone w spółkę akcyjną (Aktiengesellschaft – AG).
W 1903 r. w Siemens AG, po przejęciu Schuckertwerke, utworzono dwa działy produkcyjne: pierwszy na bazie istniejącej Siemens & Halske AG – produkujący urządzenia słaboprądowe i drugi Siemens-Schuckertwerke GmbH, zajmujący się urządzeniami silnoprądowymi. W 1929 r. kapitał akcyjny koncernu wynosił 225 mln reichsmarek, obroty roczne 800 mln reichsmarek, a liczba zatrudnionych pracowników 137 000. Już w 1936 na koncern przypadało 31% obrotu całego przemysłu elektrotechnicznego. W 1938 r. liczba zatrudnionych zbliżyła się do 190 000 ludzi.

### II wojna światowa
Siemens AG zajmował istotną rolę w nazistowskim systemie państwowych monopoli stworzonych na potrzeby gospodarki wojennej III Rzeszy. W czasie II wojny światowej większość produkcji koncernu była kierowana na potrzeby armii. Siemens AG uczestniczył m.in. w produkcji pocisków V-1 i V-2. W 1941 r. kapitał akcyjny wzrósł do 400 mln reichsmarek, a sam koncern zaczął uczestniczyć w grabieży substancji przemysłowej państw okupowanych (w tym Polski i ZSRR). Wykorzystywał także pracę wywiezionych do Niemiec robotników przymusowych, jeńców wojennych oraz więźniów obozów koncentracyjnych – m.in. pracowali oni w zakładach urządzeń silnoprądowych Siemens-Schuckertwerke GmbH, które znajdowały się w pobliżu obozu koncentracyjnego Auschwitz-Birkenau oraz w zakładach Siemens & Halske AG zlokalizowanych przy obozie koncentracyjnym Groß-Rosen. W 1943 r. koncern zatrudniał 250 000 ludzi (45% całkowitego zatrudnienia w całym przemyśle elektrotechnicznym).

### Okres powojenny

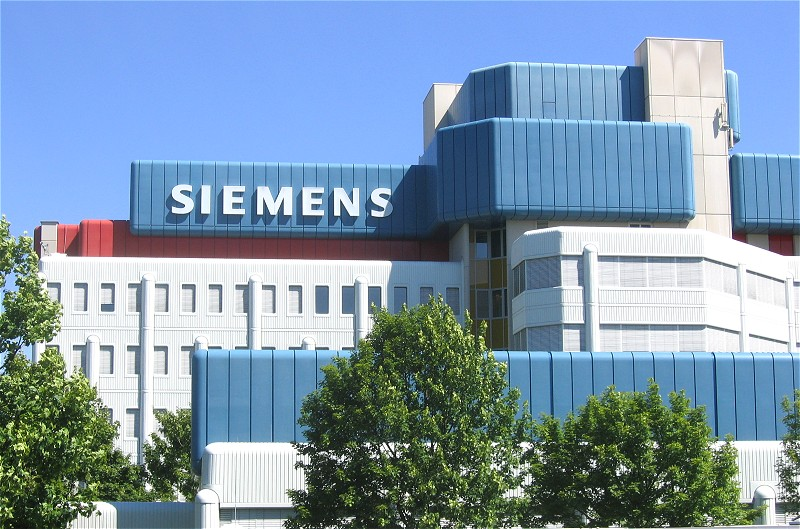
Siemens w dzielnicy Perlach w Monachium (tzw. Legoland)

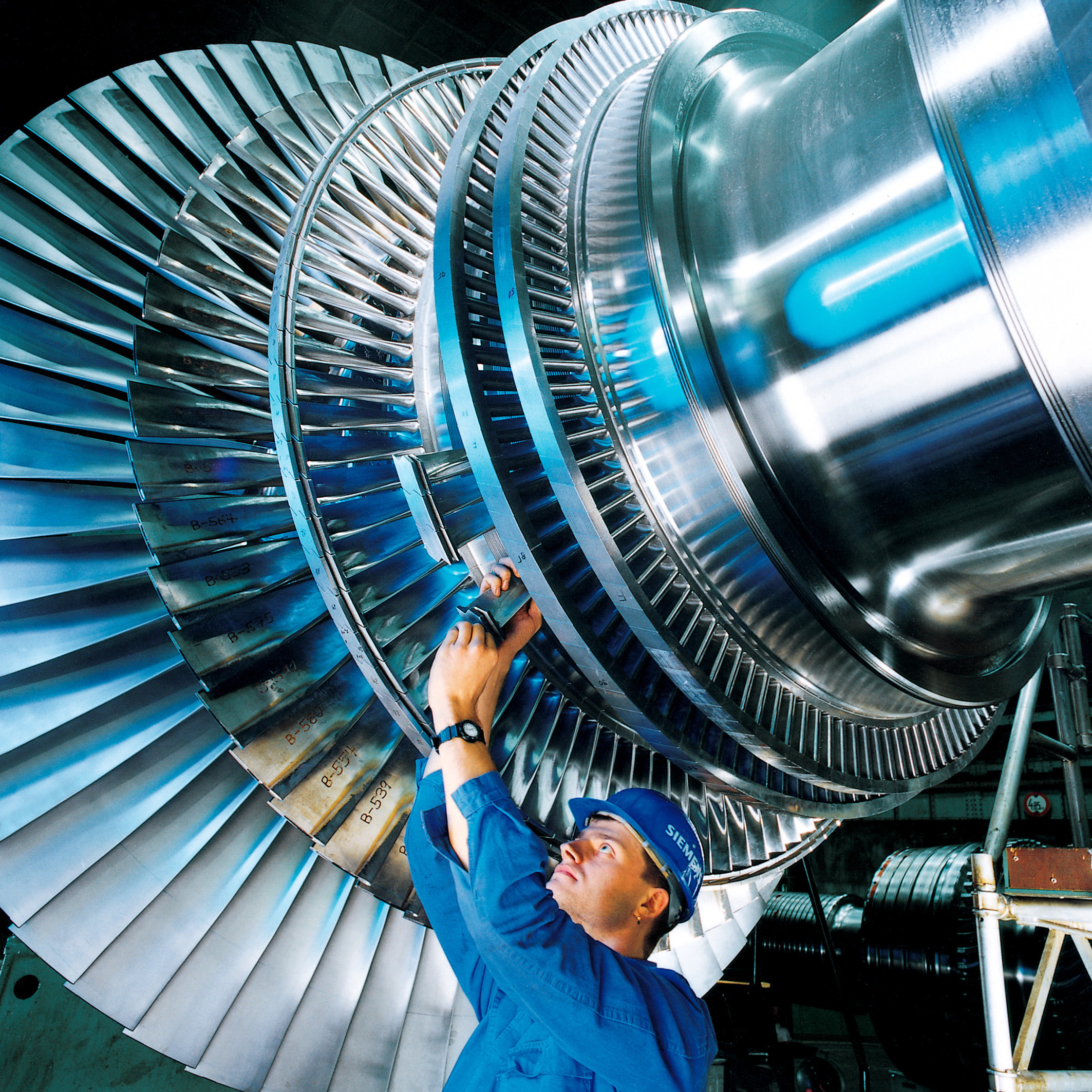
Pracownik instalujący łopatkę na wirniku turbiny parowej w jednej z fabryk Siemensa w Niemczech

W 1950 r. Siemens & Halske AG rozpoczął produkcję komputerów, półprzewodników, pralek i sztucznych rozruszników serca.
W 1966 r. Siemens und Halske AG, Siemens-Schuckertwerke GmbH i Siemens-Reiniger-Werke AG połączone zostały w spółkę Siemens AG. W 1980 r. koncern wyprodukował pierwszą cyfrową centralę telefoniczną.
W 1988 r. Siemens przejął brytyjską firmę Plessey, działającą w sektorze obronnym, utworzono wtedy firmę Siemens Plessey (zajmującą się m.in. pracami nad udoskonalaniem radarów).
W 1990 r. Siemens AG przejął upadającą spółkę Nixdorf Computer AG, tworząc na jej bazie nowe przedsiębiorstwo informatyczne Siemens Nixdorf Informationssysteme AG. Spółka ta została ostatecznie sprzedana w 1999 roku, a pod koniec roku zmieniono jej nazwę na Wincor Nixdorf. W 1997 r. Siemens zaprezentował pierwszy na świecie telefon komórkowy z kolorowym wyświetlaczem, działający w systemie GSM. W kwietniu 1999 r. z koncernu wyodrębniona została spółka Infineon – producent podzespołów elektronicznych.
1 października 2005 oddział telefonii komórkowej Siemensa nabyła za 350 milionów euro tajwańska firma BenQ. Równo rok później BenQ przestało finansować spółkę BenQ-Siemens, co spowodowało jej bankructwo.
W 2007 r. koncern został ukarany grzywną 201 mln euro. Według Sądu Krajowego w Monachium władze przedsiębiorstwa dysponowały nielegalnym funduszem (ok. 450 mln euro), który służył do wypłacania łapówek zagranicznym kontrahentom. Siemens oszacował wartość podejrzanych transakcji na 1,3 mld euro. W maju 2010 przed parlamentarną komisją śledczą do brania łapówek przyznał się były grecki minister transportu i komunikacji Tassos Mantelis (przyjął 200 tys. marek w 1998), później przekupywano także lokalnych greckich polityków i osoby z zarządu telekomu OTE. W zamian Siemens otrzymał wart setki milionów kontrakt przed igrzyskami olimpijskimi w 2004 r. Szef greckiej komisji śledczej Iosif Valyrakis zawnioskował, aby Grecja domagała się od Siemensa sądownie 2 mld euro odszkodowania.
Pod koniec lata 2011 koncern ogłosił swoje wycofanie z energetyki jądrowej. Decyzja była odpowiedzią na „jasne stanowisko społeczeństwa i polityki w Niemczech za odejściem od energii jądrowej” po katastrofie w japońskiej elektrowni atomowej Fukushima.
W marcu 2017 niemiecki koncern przejął Mentor Graphics, amerykańskie przedsiębiorstwo informatyczne.

## Profil działalności

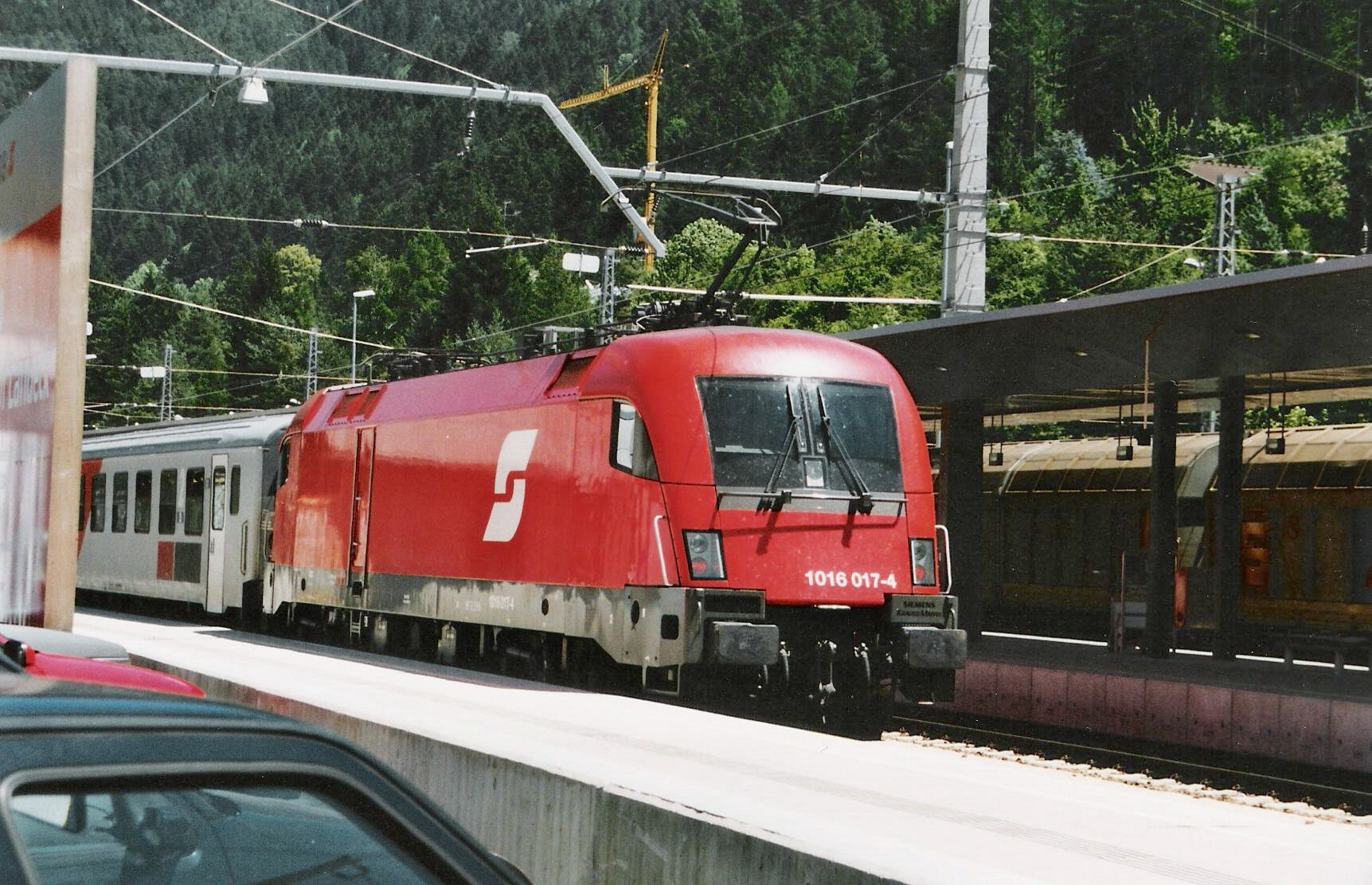
Lokomotywa EuroSprinter ES64U2 produkowana przez Siemens Mobility

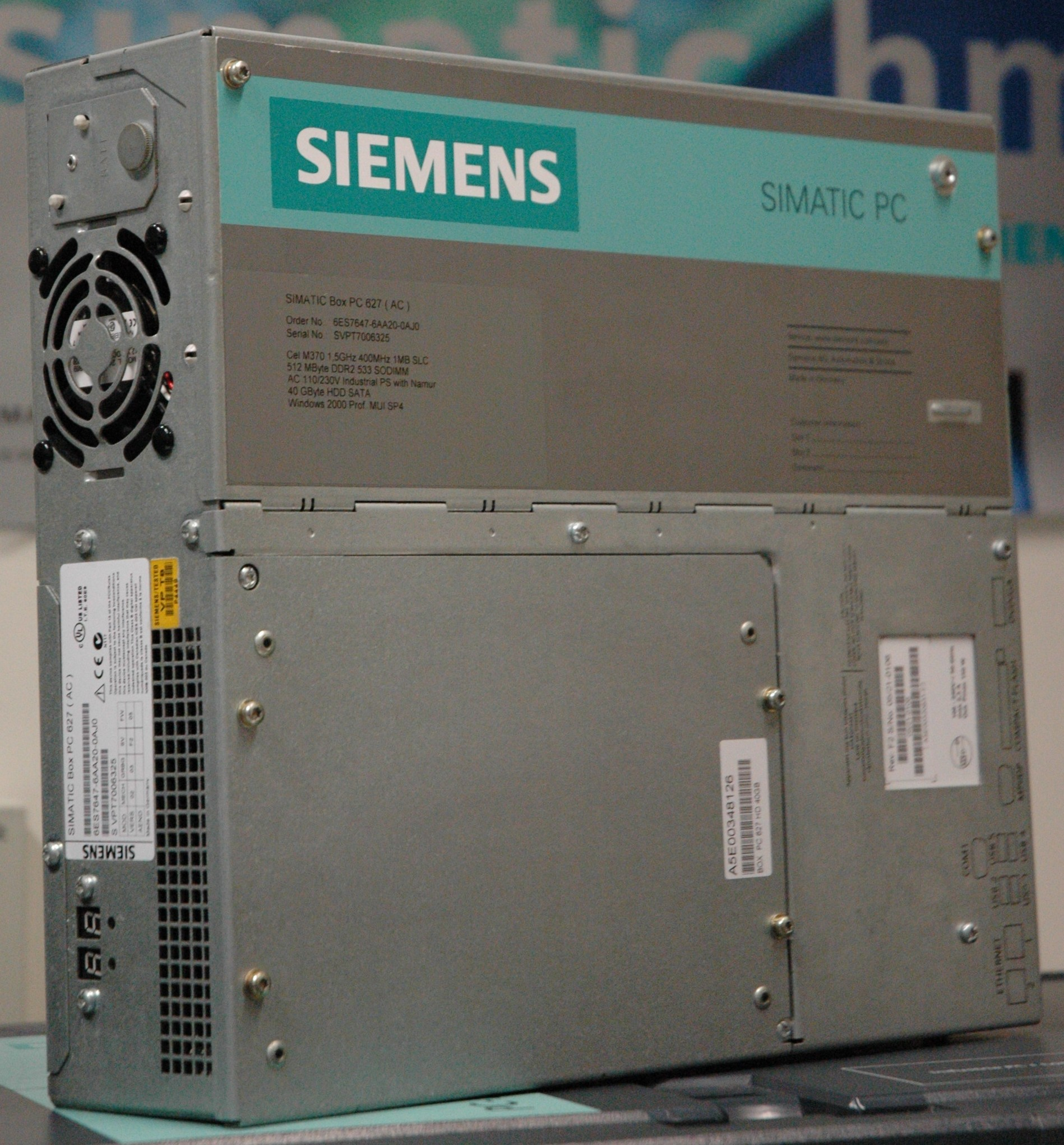
Komputer przemysłowy marki Siemens

Obecna działalność Siemens AG koncentruje się na obszarach biznesowych:
- informacja i telekomunikacja (Communications i Siemens Business Services, także jako Nokia Siemens Networks)
- energetyka (Power Generation i Power Transmission and Distribution)
- transport (Siemens Mobility) – tabor kolejowy i systemy kolejowe oraz Siemens VDO Automotive – systemy motoryzacyjne
- oświetlenie (Osram)
- automatyka (Automation and Drives, Industrial Solutions and Services, Logistics and Assembly Systems i Siemens Building Technologies(inne języki))
- medycyna (Siemens Healthcare)
- edukacja (Siemens Professional Education)
- finanse i nieruchomości (Siemens Financial Services(inne języki) i Siemens Real Estate).

Siemens jest jednym z największych na świecie dostawców produktów, usług i kompletnych rozwiązań dla sektora medycznego. Oferta przedsiębiorstwa obejmuje różnorodny sprzęt diagnostyczny i terapeutyczny oraz systemy informatyczne, pozwalające placówkom służby zdrowia na bardziej efektywną pracę. Znajduje się w niej zarówno aparatura diagnostyczna dla ultrasonografii, tomografii komputerowej i rentgenodiagnostyki, jak i zestawy audioterapeutyczne. Siemens produkuje także urządzenia do angiografii i kardioangiografii, sprzęt dla medycyny nuklearnej oraz urządzenia obrazujące metodą rezonansu magnetycznego w układzie otwartym, stosowane do diagnostyki oraz zabiegów interwencyjnych.
Nowatorskim i oryginalnym rozwiązaniem Siemensa są sieci komputerowe umożliwiające archiwizację, opracowanie i przesyłanie danych dotyczących pacjentów i poszczególnych przypadków chorobowych, a tym samym pełne i efektywne wykorzystanie specjalistycznego sprzętu.

## Siemens w Polsce
Główna siedziba polskiej spółki mieści się w Warszawie przy ul. Żupniczej 11. Ponadto przedsiębiorstwo utrzymuje biura regionalne w Toruniu, Elblągu, Gdańsku, Katowicach, Krakowie, Poznaniu, Lublińcu i Wrocławiu.
We Wrocławiu przedsiębiorstwo oprócz biura regionalnego, posiada także SIS PRO Global Delivery Center (dawniej SDC – Siemens Development Center).
Obecne w Polsce spółki zależne grupy Siemens to m.in.: Fujitsu Siemens Computers (produkcja komputerów), Osram (oświetlenie), Modelpol (energetyka), TurboCare (dawniej Energoserwis) w Lublińcu (energetyka), Siemens Industrial Turbomachinery Elbląg (gazownictwo), VA Tech (metalurgia i energetyka), Mentor Graphics w Katowicach (producent oprogramowania do projektowania i produkcji sprzętu elektronicznego).
Wrocławskie Zakłady Elektroniczne Mera-Elwro zostały w 1993 roku sprzedane koncernowi Siemens, który uznał produkcję za nieopłacalną i zlikwidował zakłady, wyburzając większość hal produkcyjnych. Umowa zawierała klauzulę ograniczającą liczbę zwolnionych osób, jednak zwolniono większość pracowników za ich zgodą, w zamian za odprawy.

## Skandal korupcyjny
Filia Siemens AG przyznała się, że w latach 2004–2006 płaciła łapówki wysokiej rangi przedstawicielom państwowej rosyjskiej spółki gazowej. Według szwajcarskiej prokuratury Siemens Industrial Turbomachinery (zarejestrowany dla celu podatkowego w Szwajcarii) w zamian za łapówki zdobyła kontrakty na dostawy turbin gazowych potrzebnych przy budowie gazociągu Jamał-Europa. Po zawarciu ugody na zamknięcie śledztwa, firma zapłaciła 136 tys. USD grzywny w formie dotacji dla Czerwonego Krzyża. Została też pozbawiona zysków z zakwestionowanych transakcji – oszacowanych na 10,6 miliona USD oraz zobowiązana do przekazania ich państwu szwajcarskiemu.
Według Associated Press, mimo że Gazpromu nie wymieniono w tym kontekście z nazwy, jest to jedyna państwowa rosyjska firma gazowa.